# Behrn Arena
El Behrn Arena es un estadio multipropósito, pero principalmente dedicado a la práctica del fútbol, situado en la ciudad de Örebro, capital del condado de Närke en el centro de Suecia. Sirve de sede habitual al Örebro SK y al KIF Örebro DFF.

## Partido del Mundial de 1958
Durante la VI edición de la Copa Mundial de Fútbol se jugó únicamente un partido de la primera fase.
| Fecha       | Fase         | Equipo  |                    | Resultado |                    | Equipo  | Espectadores |
| ----------- | ------------ | ------- | ------------------ | --------- | ------------------ | ------- | ------------ |
| 15 de junio | Primera fase | Francia | Bandera de Francia | 2 - 1     | Bandera de Escocia | Escocia | 13 500       |

- Datos: Q814577
- Multimedia: Behrn Arena (association football) / Q814577